# لاکهید سی‌پی-۱۴۰ اورورا
لاکهید سی‌پی-۱۴۰ اورورا (به انگلیسی: Lockheed CP-140 Aurora) یک هواگرد ساختِ کارخانهٔ لاکهید کورپوریشن در کشور ایالات متحده آمریکا است. نخستین استفاده‌کنندهٔ این هواگرد نیروی هوایی سلطنتی کانادا بوده‌است. این هواگرد برای نخستین بار در ۲۲ مارس ۱۹۷۹ میلادی مورد استفاده قرار گرفت.